# Gloria (biograf)

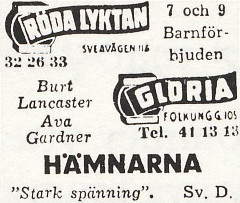
Biografannons 20 november 1948. Svenska Dagbladet lovade: "Stark spänning".

Gloria var en biograf vid Folkungagatan 105 på Södermalm i Stockholm. Biografen öppnade den 4 mars 1938 och sista filmen visades i juni 1960.
Gloria låg i en bostadsfastighet nära Renstiernas gata. Huset uppfördes ursprungligen 1883-1885 och ombyggdes för biografen 1938. Gloria hörde med sina 722 platser till de större biograferna i Stockholm. Ägaren var Europafilm och arkitekt var svenskamerikanen G.W. Olin som i USA ritat ett flertal biografer. För den konstnärliga utsmyckningen stod Bertil Damm. Biografens entré kröntes av en baldakin med neonslingor på ovansidan och biografens namn därunder. Salongens väggar gick i mörkbrunt och ljusgult och fåtöljerna hade tyg av mörkröd sammet. Gloria var från början avsedd som stadsdelsbiograf, men blev så småningom kvartersbiograf.
Som så många andra biografer föll även Gloria offer för biografdöden. Den 12 juni 1960 visades den sista filmen som var Charlie Chaplins En kung i New York. Därefter byggdes lokalerna om till en gardinaffär vid namn Ivans Gardiner som låg där till 1989 när det byggdes om igen till livsmedelsaffären Sparlivs och replokal till musikgruppen Södra Bergens Balalaikor. Från januari 2008 till september 2017 fanns puben Bishops Arms i biografens gamla lokaler  som sedan byggdes om till en Pinchosrestaurang som öppnade i mars 2018 .
Mittemot Gloria öppnade 1938 ytterligare en biograf: Pelikan. Pelikan hörde till konkurrenten Sandrews biografkedja och fanns kvar fram till 1970.